# Tristan Bernard

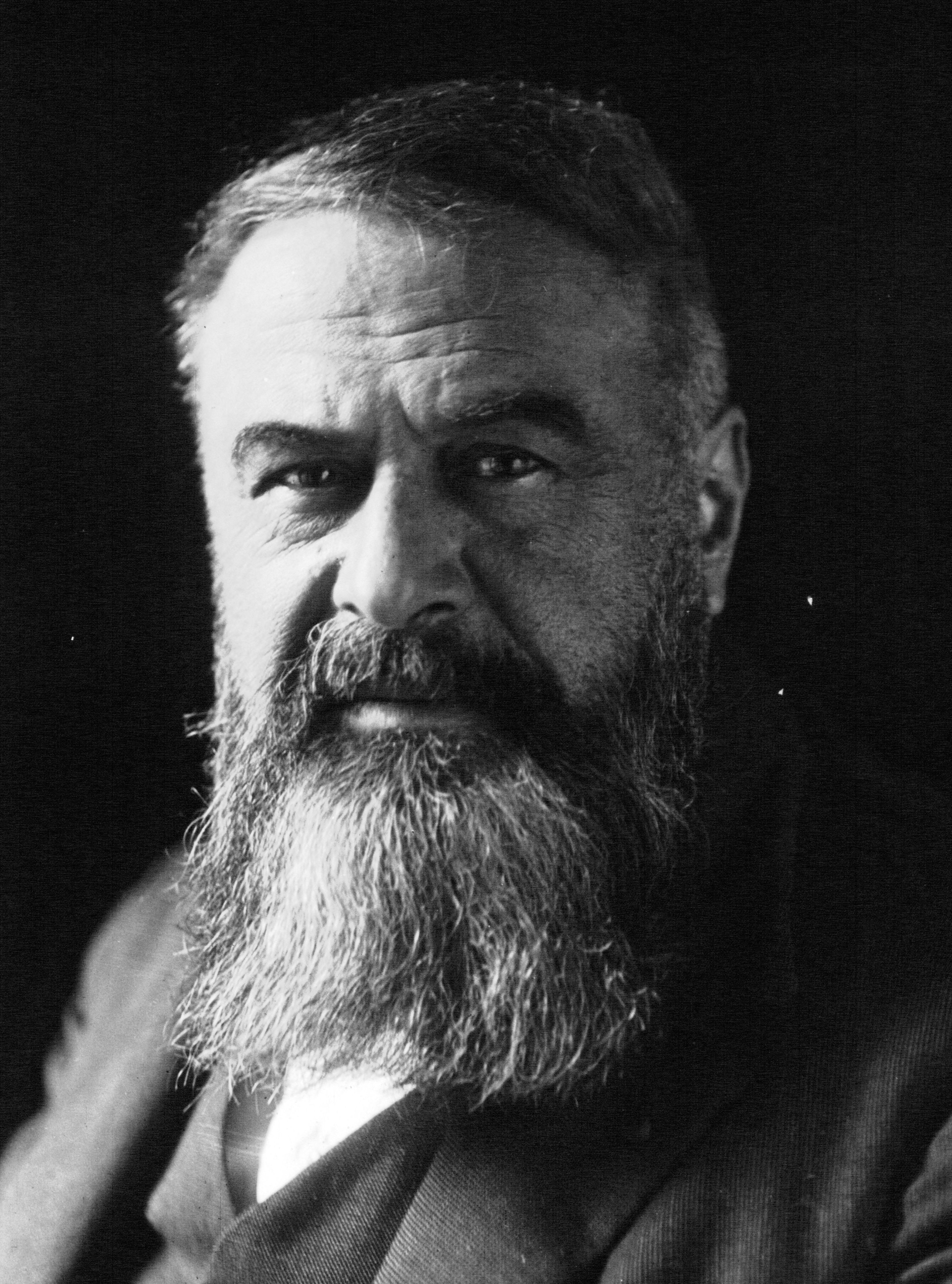
Tristan Bernard (1923)

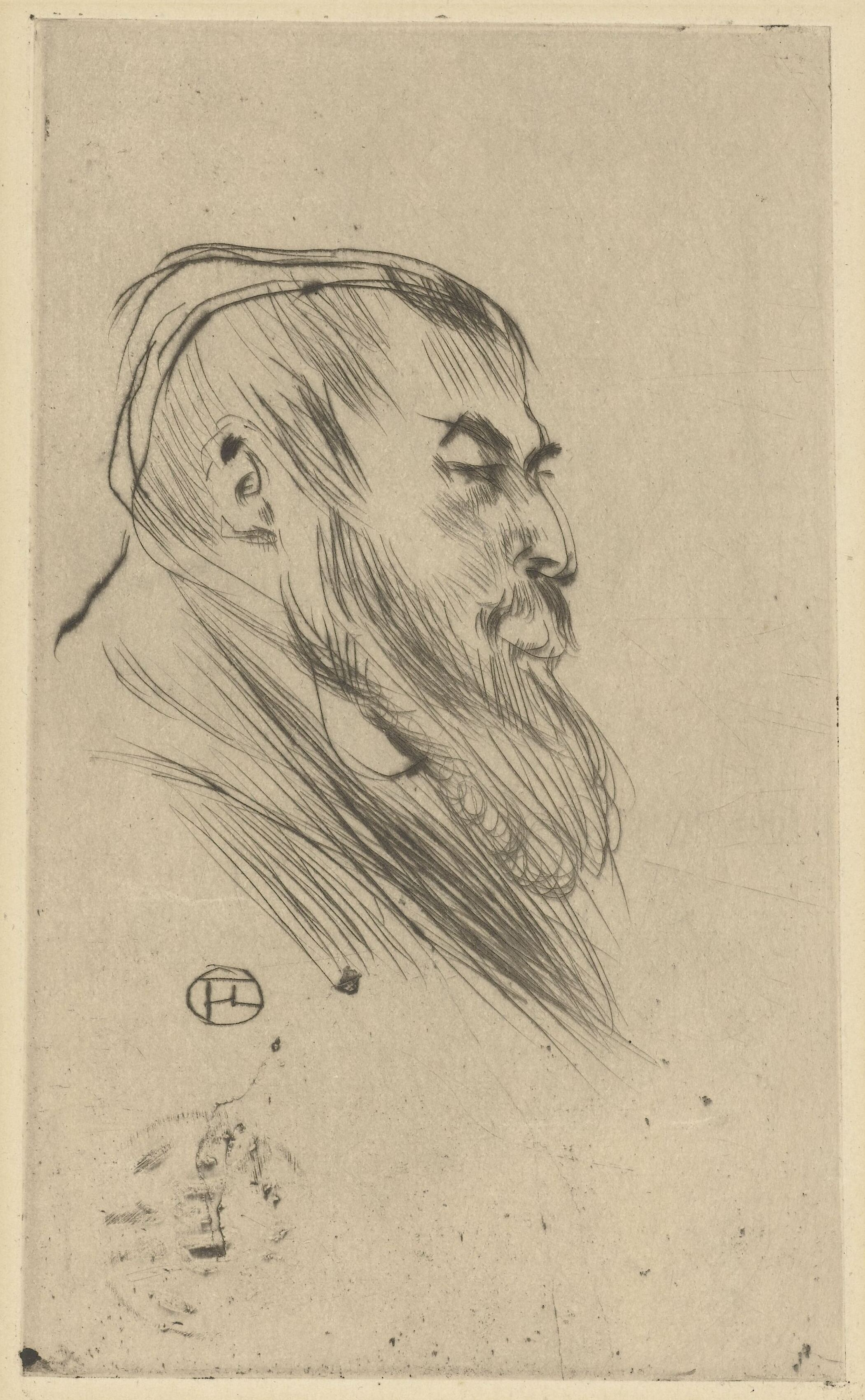
Tristan Bernard, 1898. Kaltnadelradierung von Toulouse-Lautrec.

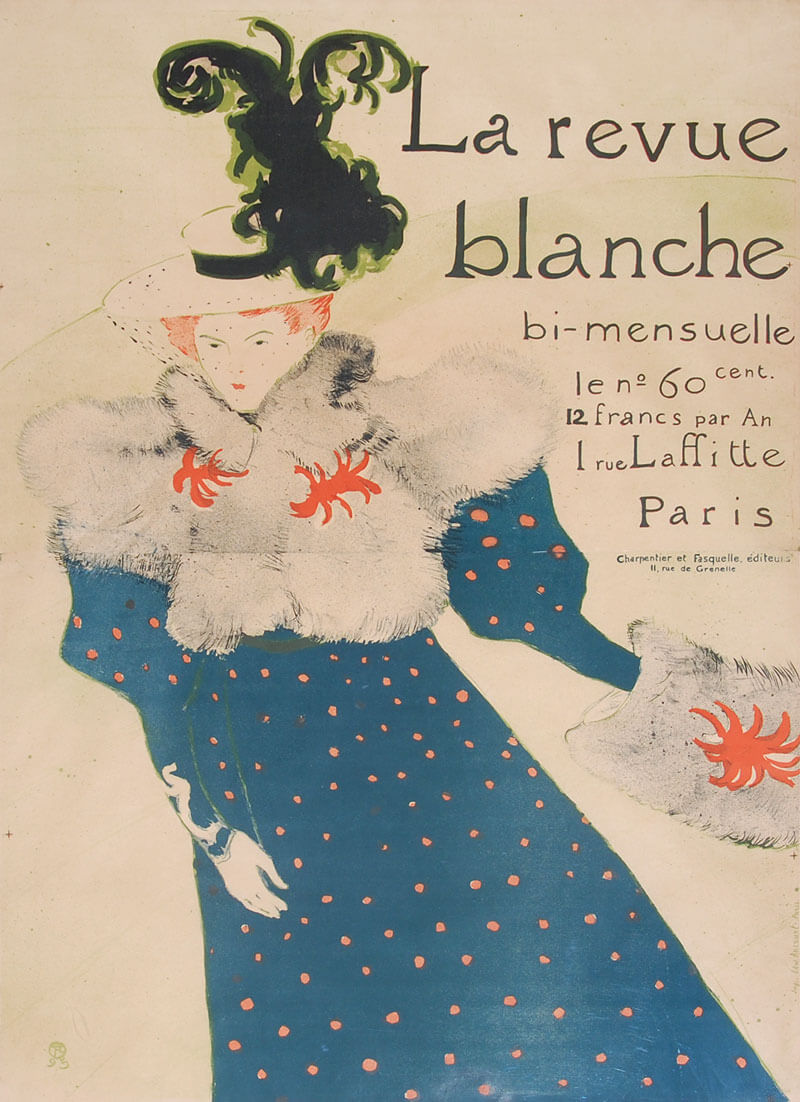
Tristan Bernard schrieb Beiträge für die Zeitschrift La revue blanche. Plakat von Toulouse-Lautrec aus dem Jahr 1895.

Tristan Bernard (geboren 7. September 1866 in Besançon; gestorben 7. Dezember 1947 in Paris; eigentlich Paul Bernard) war ein französischer Rechtsanwalt, Schriftsteller, Sportjournalist und erfolgreicher Dramatiker für das Boulevardtheater. 

## Leben
Bernard wurde in eine jüdische Architektenfamilie geboren. Mit 14 Jahren zog er mit der Familie nach Paris und besuchte dort das Lycée Condorcet. Er studierte Rechtswissenschaften und wurde nach dem Militärdienst Angestellter in einer Aluminiumhütte. Nach seinen ersten Veröffentlichungen Anfang der 1890er Jahre in der Literaturzeitung La Revue blanche gab er sich den Künstlernamen Tristan Bernard.
1895 wurde Tristan Bernard, der damals Chefredakteur des Journal des Vélocipédistes war, Direktor der Buffalo-Radrennbahn. Als solcher wurde er von Henri Toulouse-Lautrec gezeichnet. Ihm wird die Erfindung des Glockenzeichens am Beginn der letzten Runde eines Radrennens zugeschrieben.
Er schrieb 40 „Liebes- und Diebesstücke“ für das Boulevardtheater und war besonders für seinen Wortwitz bekannt. Er war Mitarbeiter der von Zo d’Axa herausgegebenen Zeitschrift L’Endehors und beteiligte sich im Ersten Weltkrieg an der neu gegründeten Zeitschrift Le Canard enchaîné.
Édouard Vuillard porträtierte mehrfach Bernards Frau Marcelle Aron und malte beide 1911/12 im Bild 
„Salon der Madame Aron“. An der Ausbreitung des Brettspiels Jeu des petits chevaux in den 1930er Jahren sei er beteiligt gewesen.

## Drancy
Als die französischen Juden zusammengetrieben wurden, wurde auch er in das Sammellager Drancy deportiert. Er, der immer für seinen Wortwitz berühmt war, soll zu seiner Frau gesagt haben: 

„Bis gestern lebten wir in der Furcht, von heute an in der Hoffnung.“

Öffentlicher Protest durch Sacha Guitry und Arletty sorgten für seine Befreiung. Bernards Enkel François wurde in Mauthausen ermordet. 
Seine Wohnung hatte er außerhalb von Paris in Enghien-les-Bains. Begraben ist er auf dem Friedhof Cimetière de Passy in Paris.
In Paris ist das Théâtre Tristan Bernard nach ihm benannt.
Sein Sohn Raymond Bernard wurde Filmregisseur und verfilmte auch Stücke seines Vaters, der andere Sohn, Jean-Jacques Bernard, 1888–1972, schrieb wie sein Vater ebenfalls Stücke und verfasste 1955 seine Biografie, Mon père Tristan Bernard. Ein dritter Sohn wurde Arzt. Der Enkel Christian Bernard ist bei den Rosenkreuzern aktiv.

## Werke (Auswahl)

### Stücke
- Les pieds nickelés (1895)
- L'anglais tel qu'on le parle (1899)
- Triplepatte (1905)
- Le petit café (1911)
- Les Jumeaux de Brighton (1908)

### Romane, Erzählungen
- Vous m'en direz tant (1894)
- Contes de Pantruche et d'ailleurs (1897)
- Sous toutes réserves (1898)
- Mémoires d'un jeune homme rangé (1899)
- Amants et voleurs (1905)
- L'affaire Larcier (1924)
- Robin des bois (1935)
- Un Mari pacifique (1901)
- Aux abois (1933)

## Film
- Tristan Bernard bei IMDb
- Le théâtre de Tristan Bernard (1975) bei IMDb
- Dernier métro (1945) bei IMDb

## Gemälde von Vuillard
- Denise Natanson et Marcelle Aron in Villerville, Sommer 1910 link
- la veranda di cadigou a loctudy, Marcelle Aron e Marthe Mellot, 1912, bei Commons
- Portrait von Marcelle Aron, 1914 link